# 폴 W. 다운스

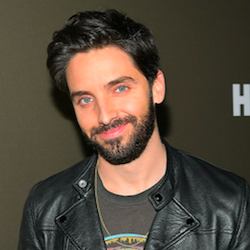
2018년 모습

폴 W. 다운스(Paul W. Downs, 1981년 11월 21일~)는 미국의 배우, 각본가, 감독, 제작자이다. HBO 맥스 시리즈 《나의 직장상사는 코미디언》(2021-24)을 공동 기획·제작하고 출연하였으며 이를 통해 프라임타임 에미상, 골든 글로브상, 미국 작가 조합상, 피보디상 등을 수상하였다.
뉴저지주에서 태어났다.

## 작품 목록

### 텔레비전
- 나의 직장상사는 코미디언 (2021-24) - 기획, 제작, 연출, 출연

### 영화
- 고스트 팀 (2016, Ghost Team) - 출연
- 레이디스 나잇 (2017) - 출연 (피터 역)